# Dennis Mortimer
Dennis George Mortimer (Liverpool, 5 april 1952) is een Engels voormalig betaald voetballer die op het middenveld speelde. Mortimer wordt beschouwd als een van de beste spelers in de geschiedenis van Aston Villa. Hij won als aanvoerder de UEFA Champions League / Europacup I in 1982.

## Biografie
Mortimer spendeerde hoofdzakelijk zijn carrière bij clubs uit de Engelse regio West Midlands. Hij begon te voetballen bij Coventry City, waar hij doorstroomde uit de jeugd. Van 1969 tot 1975 speelde Mortimer in het eerste elftal van de Sky Blues. Vanaf 1975 speelde hij voor Aston Villa. Hij zou tot en met 1985 in bijna 400 officiële wedstrijden het shirt van Aston Villa dragen. Hét moment van glorie was de winst van de Europacup I met Aston Villa – in 1982 – in de finale tegen Bayern München, dat over spelers beschikte als Klaus Augenthaler en Karl-Heinz Rummenigge. Samen met Gordon Cowans was hij de sleutelfiguur in het elftal van trainer Tony Barton.
In 1981 werd de middenvelder Engels landskampioen met Aston Villa onder leiding van de legendarische trainer Ron Saunders. Hij speelde later voor Brighton & Hove Albion en kwam nog uit voor de aartsrivaal van Aston Villa: Birmingham City. In 1987 zette Mortimer definitief een punt achter zijn professionele loopbaan.
Mortimer was nog even actief als amateur voor Redditch United, als speler-trainer. Hij coachte in 2001 het vrouwenelftal van Wolverhampton Wanderers.

## Erelijst
Aston Villa FC
- Football League First Division

1981
- Europacup I

1982
- UEFA Super Cup

1982*
* wedstrijden gespeeld in januari 1983